# THE SALIVANS
THE SALIVANS（ザ・サリバンズ）は、日本のメロディックパンクバンド。

## メンバー
- 國谷 タクミ　（ギター、ボーカル)
- 高島 岳史　（ベース）

旧メンバー
- 北村 直哉　（ドラム）
- 高橋 重光　（ギター）現BULLPEN。

## 来歴
2012年
3月15日、ex.Anti Social Studentの國谷タクミ(Vo.gt)、北村直哉(Dr)を中心に渋谷区笹塚某所にて結成。9月16日、新宿ACB公演よりTHE SALIVANSとしての活動を本格的に開始。
同日より２曲入りデモ音源をライブ会場にて発表。(現在廃盤)
10月28日、高円寺ROOTSにて初企画"高円寺 SALIVAN SHOW"開催。
2013年
4月、初の自主制作EP『SALIVATE E.P』を発表。
関東近郊、東名阪を中心にリリースツアーを敢行。
7月、新宿ACBにてリリースツアーファイナルを開催。 (w/ Smash Up / TNX / Septaluck / the arounds / ONE BUCK TUNER)
8月、オムニバス作品『V/A ACB2013』に『生まれたての情熱』で参加。
11月26日、盟友WordsWeedsとの合同企画"7boys don't cry”を新宿ACBにて開催。
2014年
2月、二枚目の自主制作EP『Unicorn/Boys don't cry』を発表。
音源の発表に伴い"Like a Unicorn TOUR"と銘打って、2月7日千葉LOOKでのツアー初日から5月20日下北沢SHELTERでのツアーファイナルまで、全国各地でライブを行う。
6月、ライブ会場限定無料配布音源『NEVER MIND THE PAYMENT』を発表。
6月7日の大船渡FREAKSを皮切りに“君のロックツアー2014”をスタートさせると同時に配布開始。10月に下北沢SHELTERで行われたツアーファイナルも大盛況で終える。
2015年
3月2日、STRIKE AGAIN、INFOGと共に3バンド合同企画『下北炎上』を下北沢SHELTERにて開催。
8月、ホーム千葉LOOKで行う自主企画シリーズ『CHIBA SALIVAN SHOW!!』発足。初回はGIZMOとOWEAKのレコ発。
10月、三枚目の自主制作EP『Melody Shower』発表。
2016年
2月18日『CHIBA SALIVAN SHOW!!vol.2』開催。RIDDLEとSTRIKE AGAINのレコ発千葉編を企画。
4月、CATCH ALL RECORDS のオムニバス『V.A / MAXIMUM ROCK'N ROLL』に『君のために』で参加。
10月、『CHIBA SALIVAN SHOW!!』開催。
2017年
1月11日、バンドのキャリア初となる全国流通音源1st FULL ALBUM『THE SALIVANS』をリリース。
同月より千葉LOOKを皮切りに“君と僕の世界”TOUR開催。
4月2日、“君と僕の世界”TOUR FINALを下北沢SHELTERにて開催。(w/ HOTSQUALL / FOUR GET ME A NOTS / THE FOREVER YOUNG)チケットはSOLD OUT!!満員御礼の中ツアーを終える。
9月3日、バンド結成5周年企画『OSAKA SALIVAN SHOW』開催。
10月5日、バンド結成5周年企画『TOKYO SALIVAN SHOW』開催。
2018年
8月1日、WORLD WIDE recordsの所属を発表。
バンド名の由来は、二つの単語の造語から。saliva（唾、よだれ）+Sullivan（人名に用いられる。）
音楽活動や、自分たちの現状に対する飢えから、よだれをイメージ。それにエド・サリヴァンなどの姓の人名をかけて、ハングリー精神を忘れない気持ちからサリバンズと命名。

## ディスコグラフィー

### EP
『SALIVATE E.P』 2013年4月
『Unicorn/Boys don't cry』 2014年2月

### オムニバス
CATCH ALL RECORDS 『V.A / MAXIMUM ROCK'N ROLL』に『君のために』で参加 2016年4月

### アルバム
『THE SALIVANS』　2017年1月11日
『Salivation』2018年11月7日